# Чисмена (селище)
Чисмена (рос. Чисмена) - селище, підпорядковане місту Волоколамську Московської області Російської Федерації.
Муніципальне утворення — Волоколамський міський округ. У 2006-2019 роках органом місцевого самоврядування було сільське поселення Чисменське. Населення становить 464 особи (2013).

## Історія
З 14 січня 1929 року входить до складу новоутвореної Московської області. Раніше належало до Волоколамського повіту Московської губернії. Належало до Волоколамського району до його ліквідації 9 червня 2019 року.
Сучасне адміністративне підпорядкування з 2019 року.

## Населення
| 1926 | 2002 | 2006 | 2010 |
| ---- | ---- | ---- | ---- |
| 134  | ↗431 | ↗458 | ↗464 |